# Fang Yuting
Fang Yuting (Liaoning, 21 de dezembro de 1989) é uma arqueira chinesa.

## Olimpíadas
Competiu nos Jogos Olímpicos de Verão de 2012 e obteve uma medalha de prata por equipes, chegando ao 33º lugar no individual .